# James John Joicey
James John Joicey, född 1871, död 10 mars 1932 i Hill Witley, var en amatörentomolog, som byggde upp en massiv samling av Lepidoptera i ett privat museum kallat Hill Museum.

## Biografi
Joicey höll först på med insamling av orkidéer och tävlade med Walter Rothschild om att försöka bygga upp världens främsta orkidésamling. Han gick emellertid i konkurs med skulder på 30 000 GBP, och konkursdomaren fick honom att lova att sluta upp med att samla orkidéer.
Joicey gick då istället över till fjärilar och började bygga upp Hill Museum i sitt hem i Witley. Han började med att förvärva Henley Grose-Smiths samling 1910. Tre år senare köpte han Herbert Druces samlingen. Mellan 1913 och 1921 köpte han ytterligare samlingar: Ernst Sufferts 1913, Fritz Ludwig Otto Wichgrafs 1913, Roland Trimens 1916, Robert Swinhoes 1916, C. G. Nurces 1919, Hamilton Druces 1919, Heinrich Riffarths 1919, Henry John Elwes’ 1920 och Paul Dognins 1921. 
Joicey kompletterade dessa genom att skicka speciella samlare att utforska olika regioner för hans räkning. Till exempel for Prattfamiljen till Sydamerika och Nya Guinea, och T. A. Barns till Centralafrika. W. J. C. Frost, som besökte öarna Tenimber, Am, Key, Misol, Obi och Sula åren 1915-1918, donerade sin samling.En annan samlare, C. Talbot Bowring skickade tusentals exemplar från ön Hainan åren 1918-1920. 

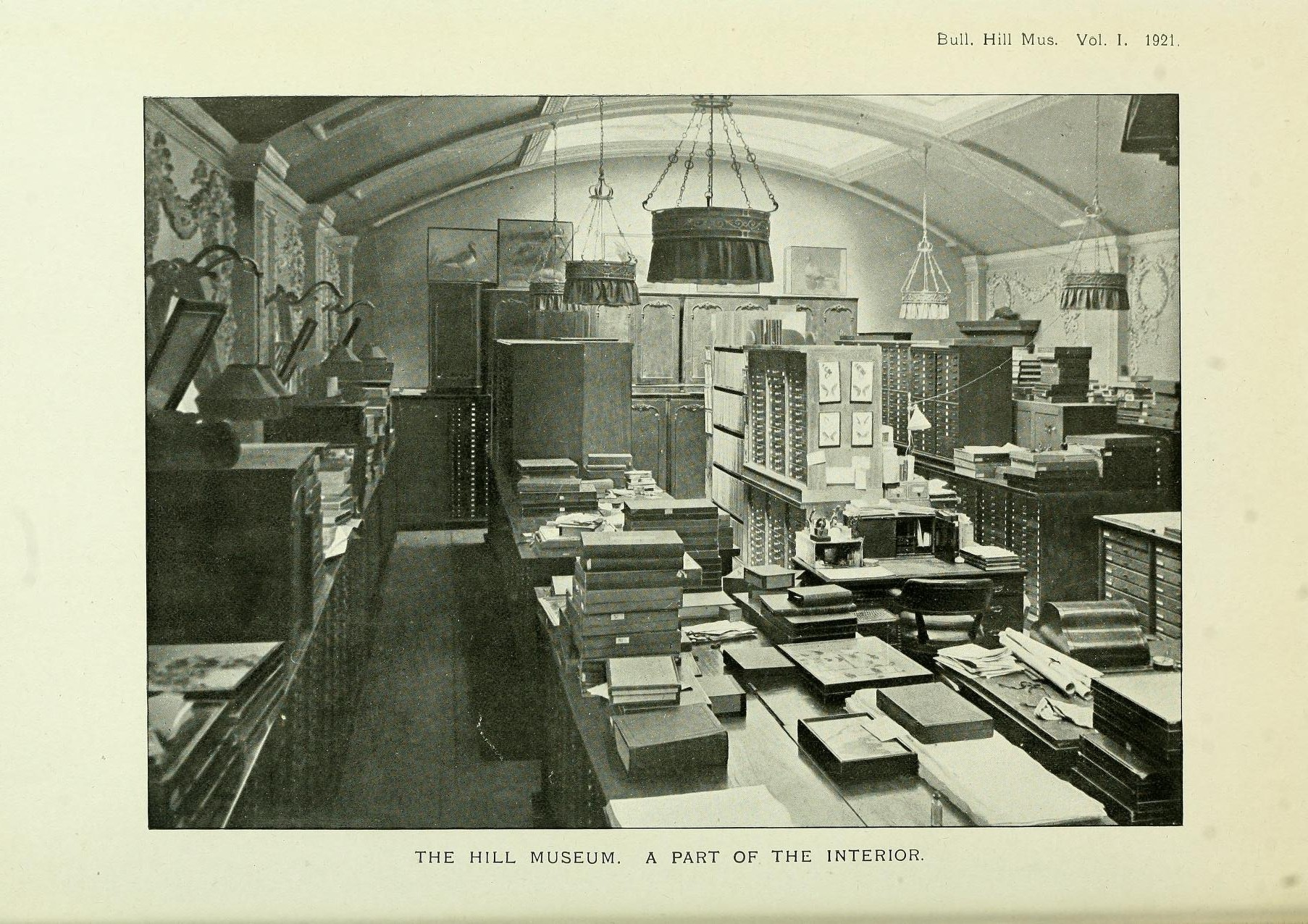
Delar av samlingarna på Hill Museum.

År 1930 innehöll Hill Museum uppemot 380 000 exemplar. Anställda curatorer såsom George Talbot, koncentrerade sig på Nya Guinea, Hainan, och centrala och östra Afrika. Han publicerade fyra volymer av Bulletin of the Hill Museum, 1931-1932.
Joicey gick åter i konkurs i början på 1930-talet, då med skulder på över 300 000 GBP, och hans samlingar lämnades över till Natural History Museum i London.  Joiceys, Oberthurs och Rothschilds samlingar bidrog till den, numeriskt sett, största delen av Natural History Museum, London.